# The Art of Pepper - The Complete Omega Sessions Master Takes
Albums de Art Pepper
Art Pepper Meets The Rhythm Section
(1957) The Artistry Of Pepper
(1957)
The Art Of Pepper - The Complete Omega Sessions Master Takes est un album d'Art Pepper. Il est également sorti sous le nom The Art Of Pepper.

## L'album
À partir du 22 mars 1957, le Art Pepper Quartet joue au Digger à Los Angeles. Devant le succès de ces performances, Don Clark décide d'enregistrer le groupe.
À la suite du problème financier de la firme Intro, Don se tourne vers un nouveau support qui commence à être populaire à l'époque : les cassettes stéréophoniques et contacte les Audio Arts Inc. Studios spécialisés sur ce support.
Tous les LP et CD jusqu'à la parution de ce disque mentionnent que la session a été enregistrée sur une journée (le 1er avril) mais en réalité, les musiciens travaillèrent 9 heures en 3 sessions différentes sur le 1er et le 2 avril. Ils enregistrèrent 12 titres, devant paraître sur 2 "reel-to-reel Omega tapes" plus 2 titres courts (Blues Rock et Rock Blues) qui seront disponibles plus tard sur une compilation.
Durant cette période, Art était retombé complètement dans ces habitudes d'héroïnomane et dépensait presque tout son argent dans la drogue. Il lui était également de plus en plus difficile de trouver des engagements. À cette époque là, les clubs de jazz fermaient pour laisser la place à des endroits où le rock avait la priorité.
En août 1957 le référendum DownBeat classe Art 1er de la catégorie New Star devant Jackie McLean.
L'album est également sorti sous le nom The Art Of Pepper.

## Titres
- 2005 Fresh Sound Records - FSR-CD 378
  - 01. Holiday Flight 05:10
  - 02. Too Close For Comfort 06:10
  - 03. Webb City 04:58
  - 04. Surf Ride 04:43
  - 05. Body and Soul 04:24
  - 06. Begin The Beguine 07:26
  - 07. The Breeze And I 03:35
  - 08. Without A Song 07:39
  - 09. Fascinatin' Rhythm 04:25
  - 10. Long Ago And Far Away 04:11
  - 11. I Can't Believe That You're in Love with Me 05:41
  - 12. Summertime 06:33
  - 13. Blues Rock 02:40
  - 14. Rock Blues 02:46
- 1988 Blue Note - CDP 7 46853 2
  - 01. Holiday Flight 05:12
  - 02. Too Close For Comfort 06:10
  - 03. Long Ago And Far Away 04:11
  - 04. Begin The Beguine 07:24
  - 05. I Can't Believe That You're in Love with Me 05:41
  - 06. Webb City 04:57
  - 07. Summertime 06:33
  - 08. Fascinating Rhythm 04:26
  - 09. Body and Soul 04:23
  - 10. Without A Song 07:40
  - 11. The Breeze And I 03:34
  - 12. Surf Ride 04:41

## Personnel
- Art Pepper (as), Carl Perkins (p), Ben Tucker (b), Chuck Flores (d).

## Dates et lieux
- Audio Arts Studios, Hollywood,  Californie, 1er avril 1957 & 2 avril 1957

## CD références
- 2005 Fresh Sound Records - FSR-CD 378